# Montipora
Montipora là một chi của san hô Scleractinia trong Cnidaria. Các thành viên của chi Montipora có thể biểu hiện nhiều hình thái tăng trưởng khác nhau. Với 88 loài đã biết, Montipora là chi san hô có chủng loài đa dạng thứ hai sau Acropora.

## Mô tả
Hình thái sinh trưởng của loài Montipora bao gồm kết thành lớp vỏ cứng, chia nhánh, submassive, laminar, foliaceous. Thông thường, một cụm Montipora không tồn tại nhiều hơn một dạng hình thái. Loài san hô Montipora khỏe mạnh có thể có nhiều màu sắc khác nhau, bao gồm cam, nâu, hồng, xanh lục, xanh dương, tím, vàng, xám hoặc nâu. Mặc dù chúng thường có màu sắc đồng nhất, nhưng một số loài, ví dụ như Montipora spumosa hoặc Montipora verrucosa, có thể tồn tại dưới hình dạng đốm.
San hô Montipora có đá san hô nhỏ nhất của bất kỳ loài san hô nào. San hô này không có lõi. Coenosteum và đá san hô có nhiều lỗ dẫn đến cấu trúc chắc chắn. Coenosteum của mỗi loài Montipora là khác nhau, điều này hữu ích cho việc nhận dạng. Polyp thường chỉ phát triển vào ban đêm.
Các san hô Montipora thường bị nhầm lẫn với các cá thể của thể loại Porites dựa trên những điểm tương đồng về trực quan, tuy nhiên chúng có thể được phân biệt bằng cách kiểm tra cấu trúc của đá san hô.

## Phân bổ
San hô Montipora phổ biến ở các đá ngầm và hồ nước mặn ở gần biển
của Biển Đỏ, Tây Ấn Độ Dương và Nam Thái Bình Dương, nhưng hoàn toàn không tồn tại ở Đại Tây Dương.

## Tên gọi
San hô Montipora được biết đến như loài sinh sản lưỡng tính. Việc sinh sản thường xảy ra vào mùa xuân. Những ấu trùng san hô Montipora chứa zooxanthellae.  Quá trình này được gọi là trực tiếp hoặc phân chia theo chiều dọc.
Các loài san hô Montipora là nơi trú ngụ, nơi ký sinh của các loài ký sinh trùng như Allopodion mirum và Xarifia extensa.
Loài san hô Montipora chịu các nguy cơ tương tự như các loài san hô Scleractin, chẳng hạn như ô nhiễm, trầm tích, sự tăng trưởng của tảo và các sinh vật cạnh tranh khác.

## Lịch sử tiến hóa
Một nghiên cứu năm 2007 cho thấy chi Montipora gần như không thể phân biệt gen từ chi Anacropora, biến nó thành giống có mối quan hệ di truyền gần nhất với Montipora. Người ta cho rằng cách đây không lâu, Anacropora đã tiến hóa từ Montipora.

## Hình ảnh

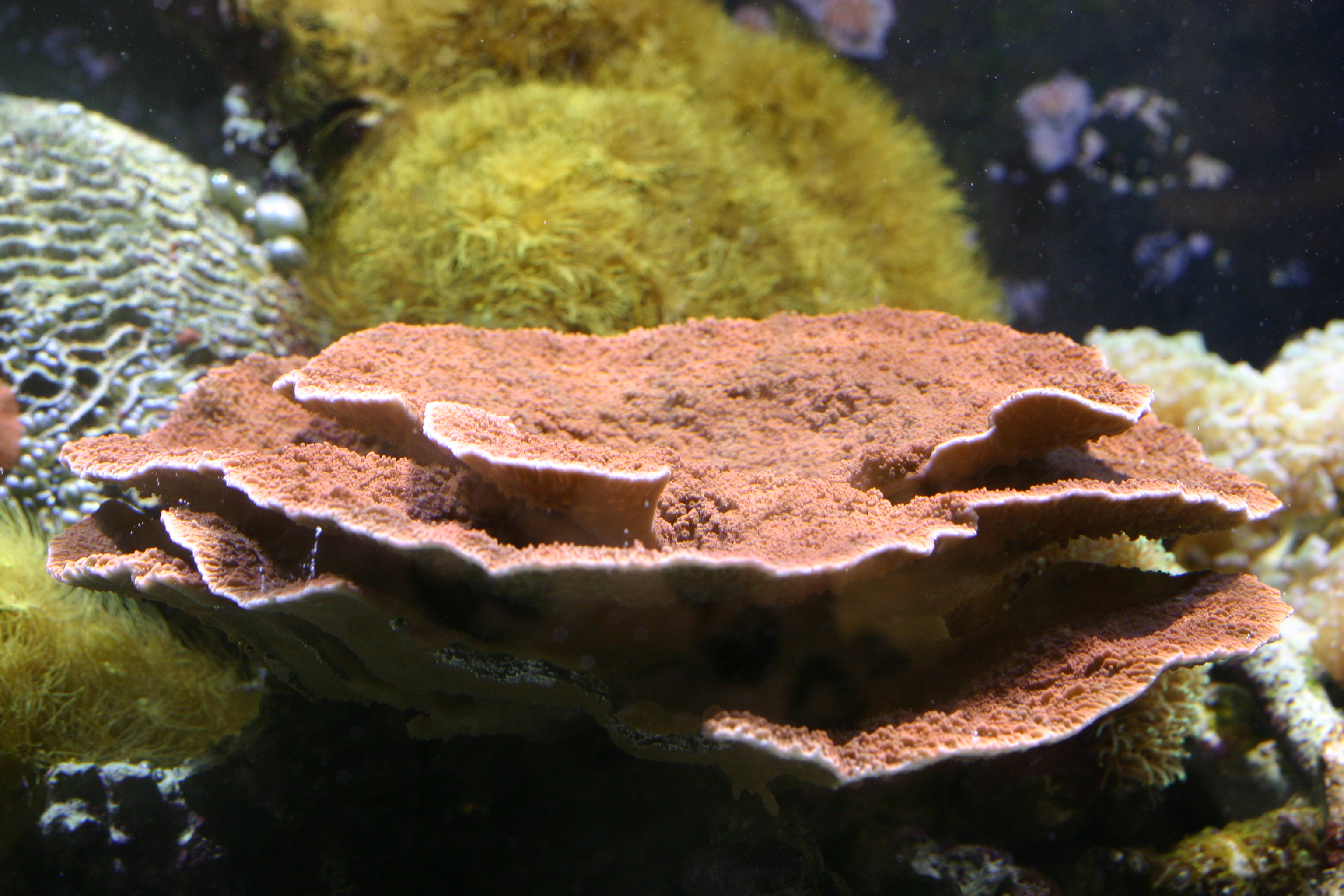
Montipora capricornis
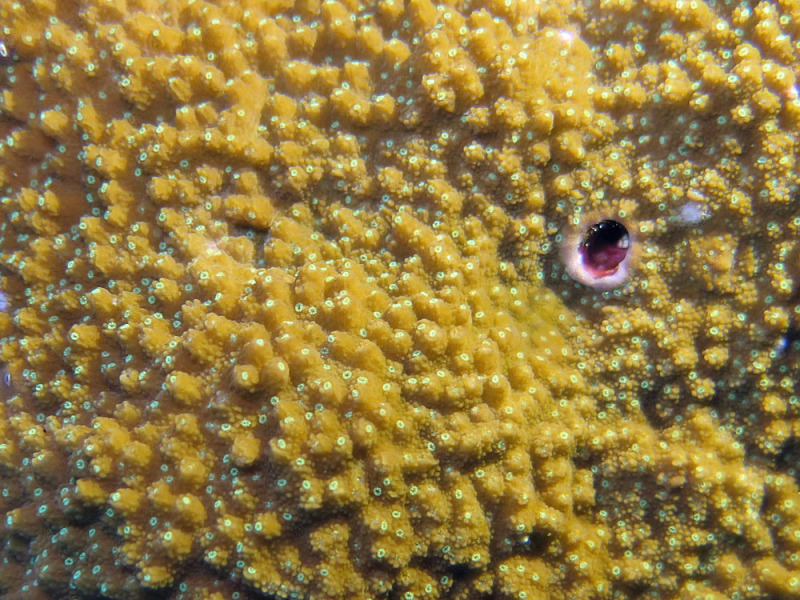
Giống san hô
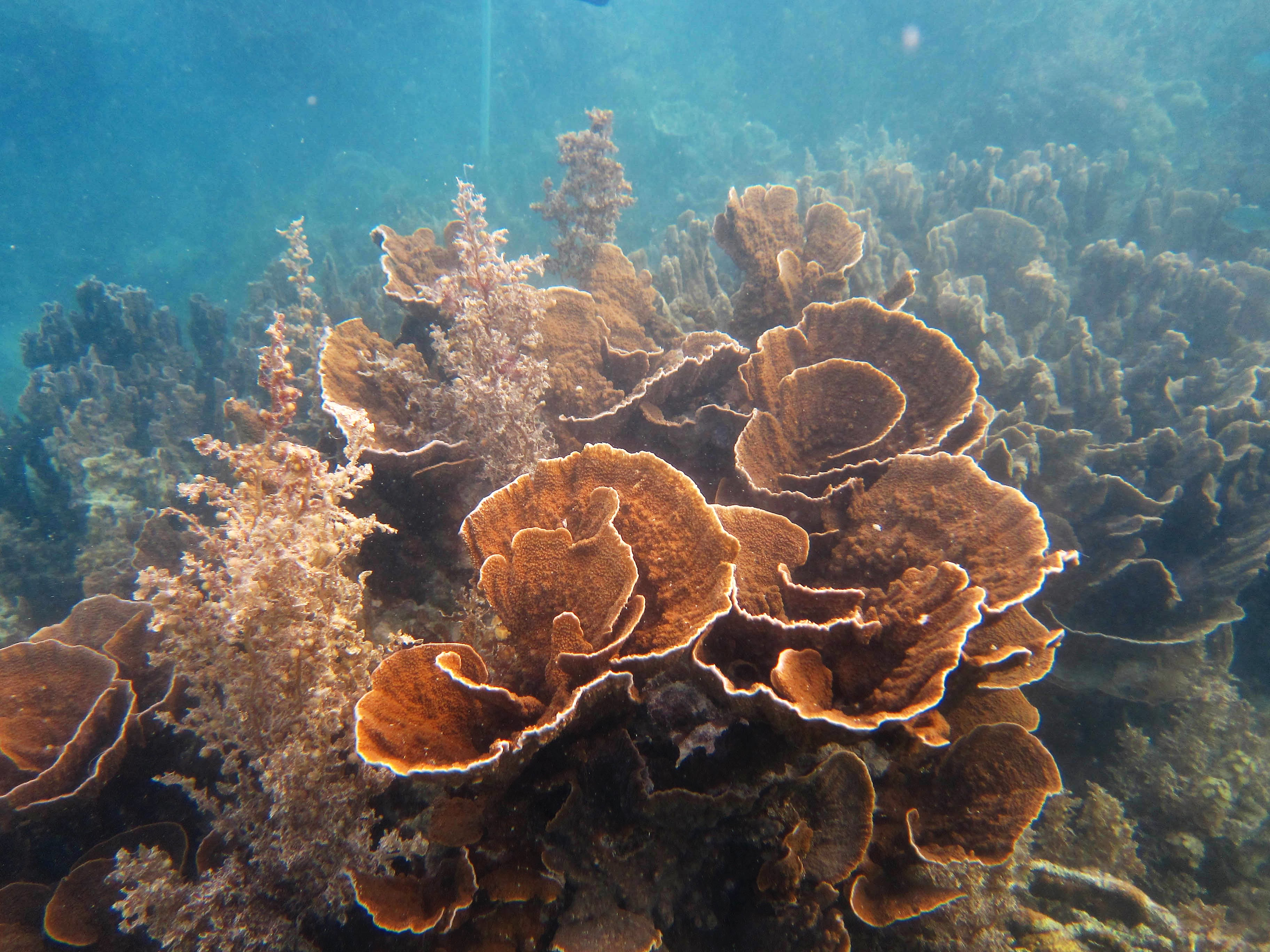
Cụm Montipora aequituberculata gần Ningaloo Reef
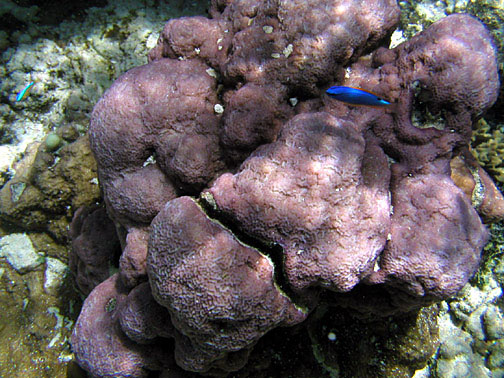
Montipora caliculata
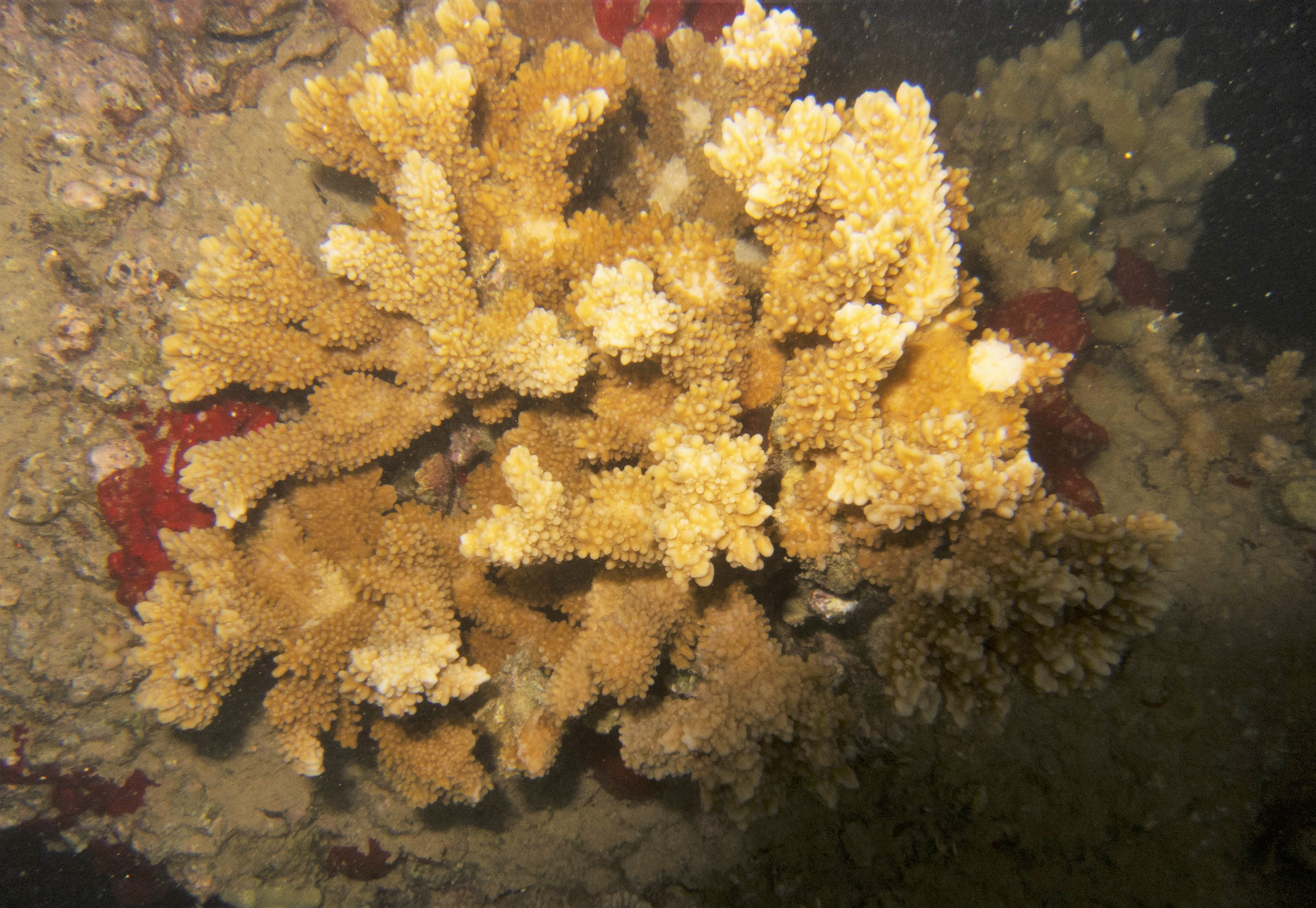
Phân nhánh của Montipora capitata ở Hawaii
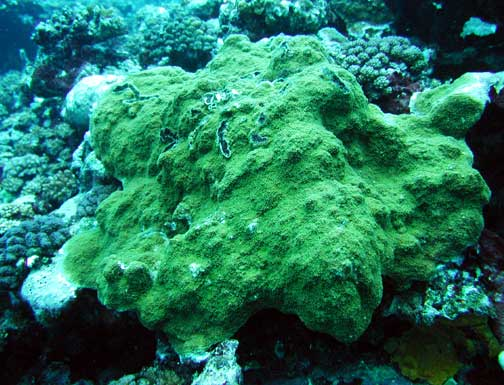
Montipora capitata tạo thành lớp khảm
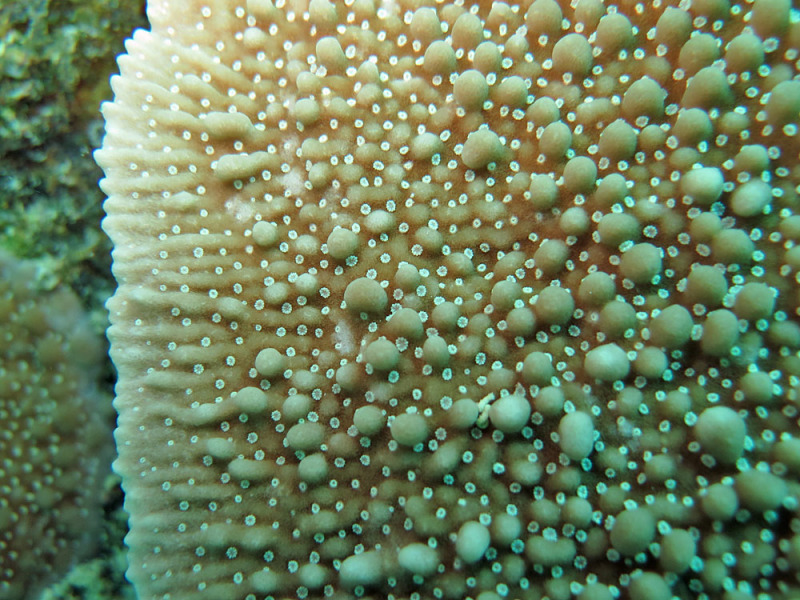
Cụm Montipora danae
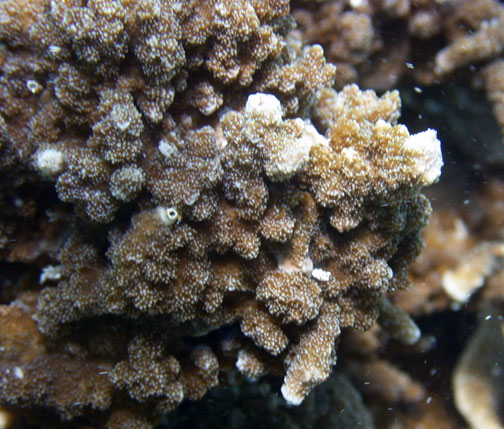
Montipora ehrenbergii
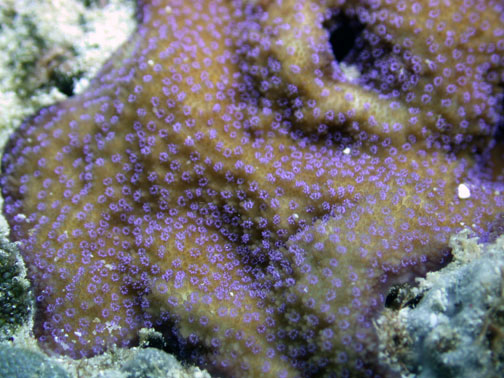
Montipora grisea
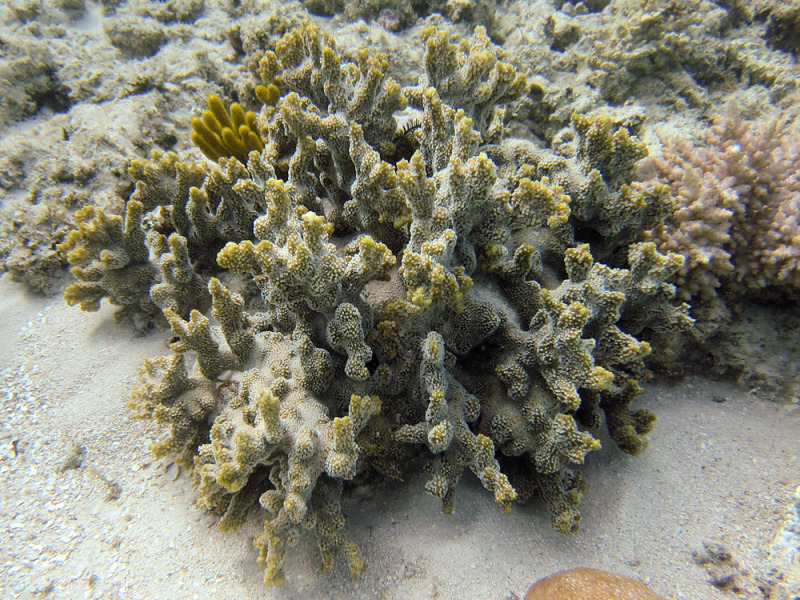
Montipora hispida
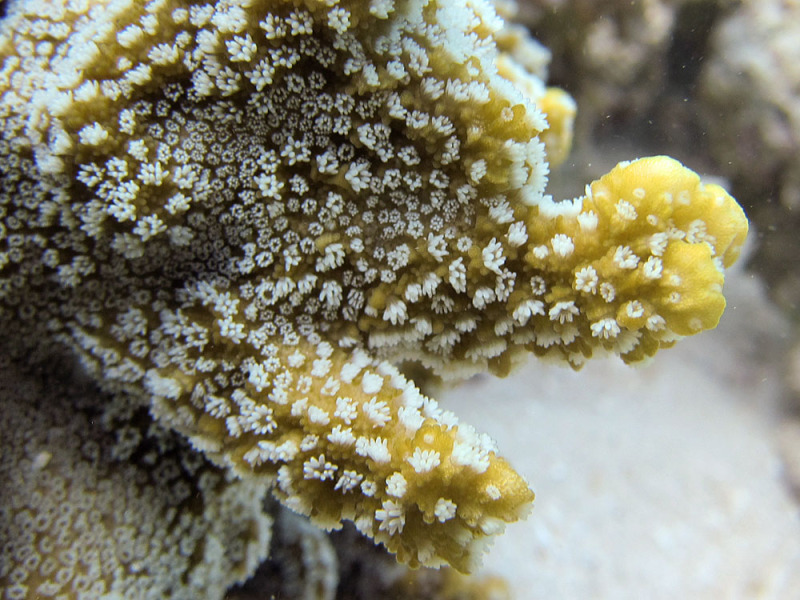
Cụm Montipora hispida
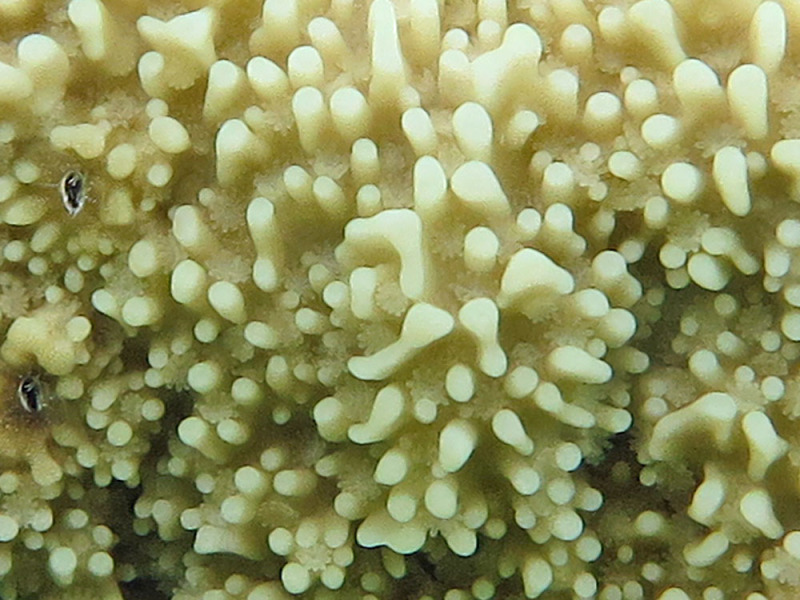
Cụm Montipora monasteriata
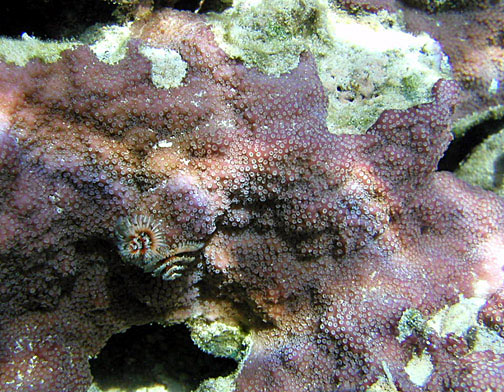
Montipora nodosa
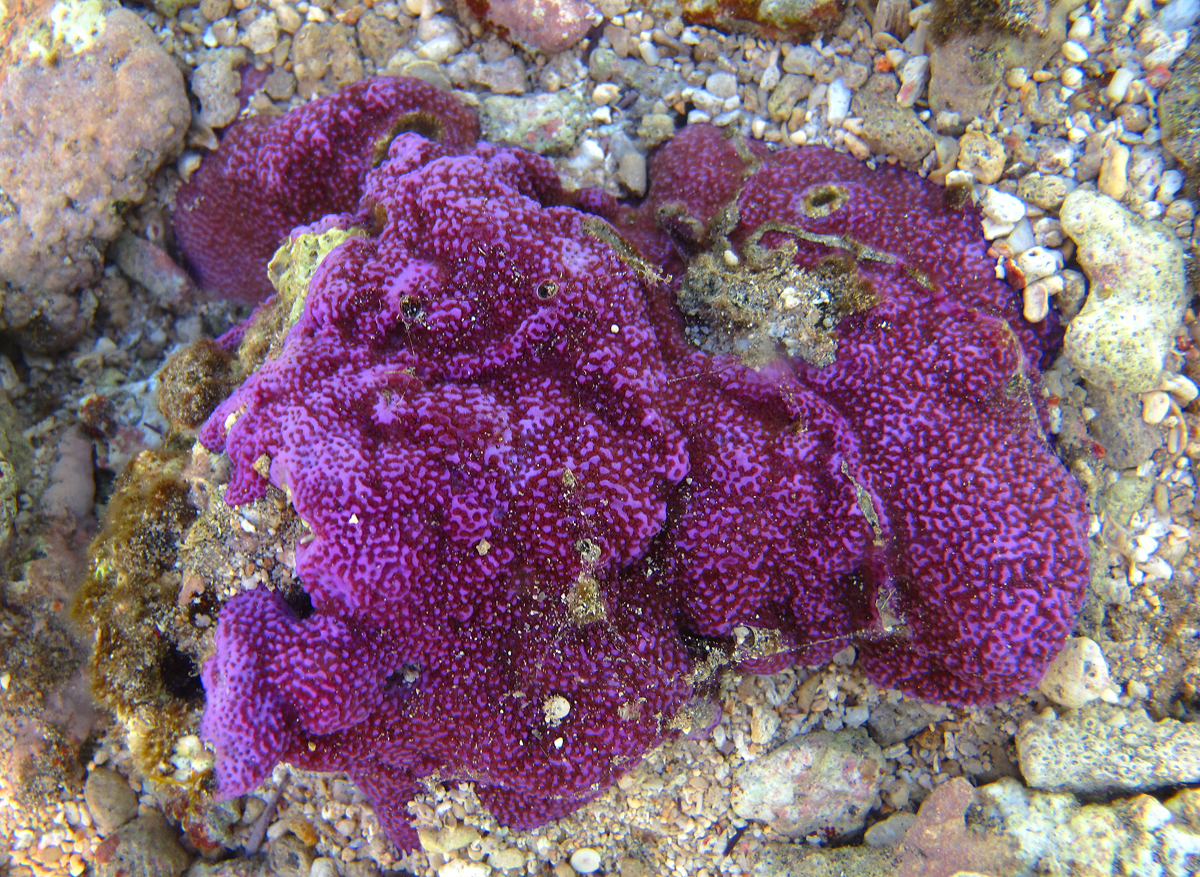
Montipora tuberculosa
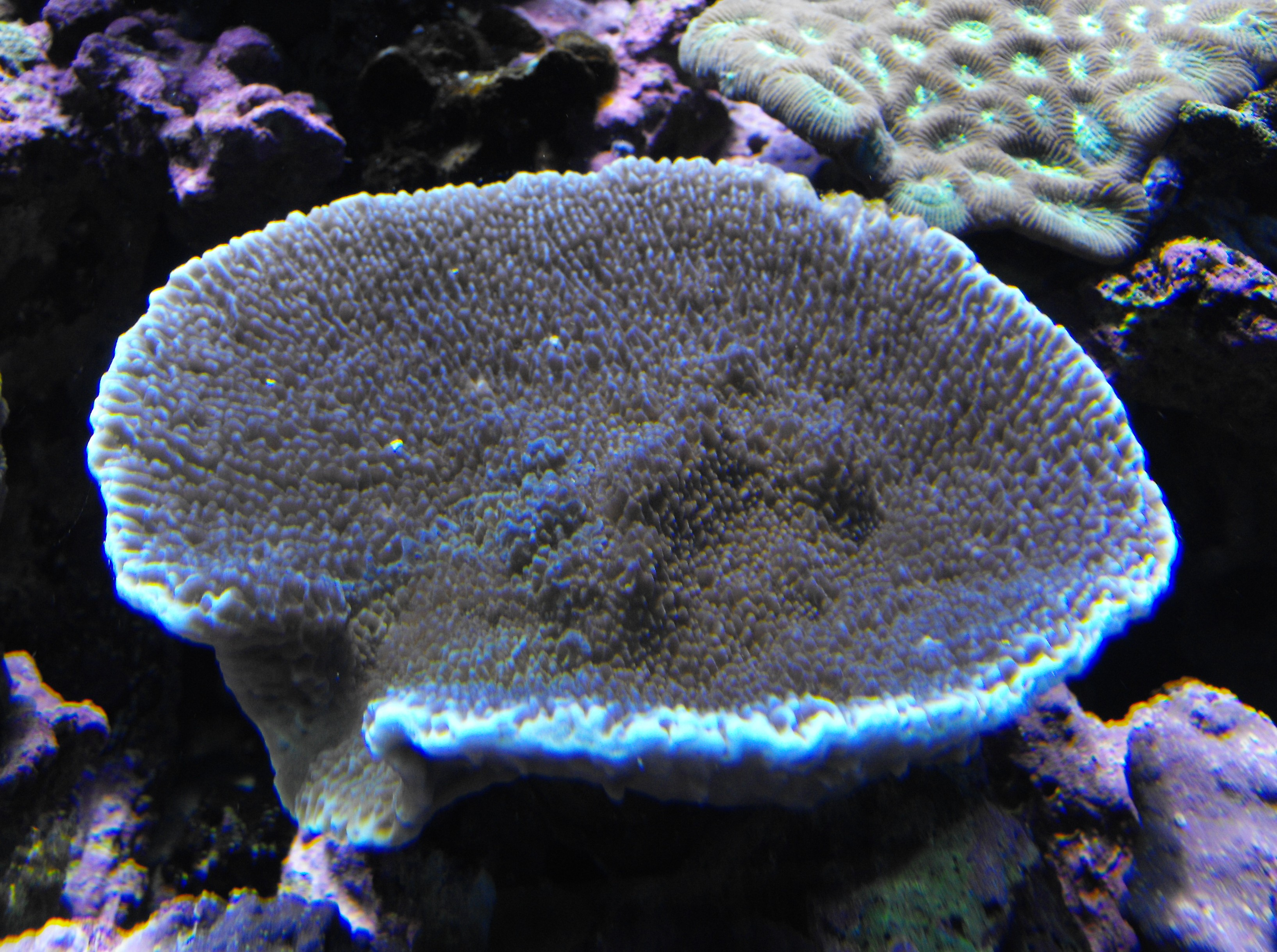
Montipora verrucosa ở Birch Aquarium tại San Diego, CA

## Chủng loại
- Montipora aequituberculata Bernard, 1897
- Montipora altasepta  Nemenzo, 1967
- Montipora angulata Lamarck, 1816
- Montipora aspergillus Veron, DeVantier & Turak, 2000
- Montipora australiensis Bernard, 1897
- Montipora biformis Nemenzo, 1988
- Montipora cactus Bernard, 1897
- Montipora calcarea Bernard, 1897
- Montipora calculata Dana, 1846
- Montipora capitata Dana, 1846
- Montipora capricornis Veron, 1985
- Montipora cebuensis Nemenzo, 1976
- Montipora circumvallata Ehrenberg, 1834
- Montipora cocosensis Vaughan, 1918
- Montipora confusa Nemenzo, 1967
- Montipora conspicua Nemenzo, 1979
- Montipora contorta Nemenzo & Montecillo, 1981
- Montipora corbettensis Veron & Wallace, 1984
- Montipora crassituberculata Bernard, 1897
- Montipora cryptus Veron, 2000
- Montipora danae Milne Edwards & Haime, 1851
- Montipora delicatula Veron, 2000
- Montipora digitata Dana, 1846
- Montipora dilatata Studer, 1901
- Montipora echinata Veron, DeVantier & Turak, 2000
- Montipora edwardsi Bernard, 1897
- Montipora efflorescens Bernard, 1897
- Montipora effusa Dana, 1846
- Montipora ehrenbergi Verrill, 1872
- Montipora explanata Brüggemann, 1879
- Montipora flabellata Studer, 1901
- Montipora florida Nemenzo, 1967
- Montipora floweri Wells, 1954
- Montipora foliosa Pallas, 1766
- Montipora foveolata Dana, 1846
- Montipora friabilis Bernard, 1897
- Montipora gaimardi Bernard, 1897
- Montipora gracilis Klunzinger, 1879
- Montipora grisea Bernard, 1897
- Montipora hemispherica Veron, 2000
- Montipora hirsuta Nemenzo, 1967
- Montipora hispida Dana, 1846
- Montipora hodgsoni Veron, 2000
- Montipora hoffmeisteri Wells, 1954
- Montipora incrassata Dana, 1846
- Montipora informis Bernard, 1897
- Montipora kellyi Veron, 2000
- Montipora lobulata Bernard, 1897
- Montipora mactanensis Nemenzo, 1979
- Montipora malampaya Nemenzo, 1967
- Montipora maldivensis Pillai & Scheer, 1976
- Montipora manauliensis Pillai, 1967
- Montipora meandrina Ehrenberg, 1834
- Montipora millepora Crossland, 1952
- Montipora mollis Bernard, 1897
- Montipora monasteriata Forskåi, 1775
- Montipora niugini Veron, 2000
- Montipora nodosa Dana, 1846
- Montipora orientalis Nemenzo, 1967
- Montipora pachytuberculata Veron, DeVantier & Turak
- Montipora palawanensis Veron, 2000
- Montipora patula Verrill, 1870
- Montipora peltiformis Bernard, 1897
- Montipora porites Veron, 2000
- Montipora samarensis Nemenzo, 1967
- Montipora saudii Veron, DeVantier & Turak
- Montipora setosa Nemenzo, 1976
- Montipora sinuosa Pillai & Scheer, 1976
- Montipora spongiosa Ehrenberg, 1834
- Montipora spongodes Bernard, 1897
- Montipora spumosa Lamarck, 1816
- Montipora stellata Bernard, 1897
- Montipora stilosa
- Montipora suvadivae Pillai & Scheer, 1976
- Montipora taiwanensis Veron, 2000
- Montipora tortuosa Dana, 1846
- Montipora tuberculosa Lamarck, 1816
- Montipora turgescens Bernard, 1897
- Montipora turtlensis Veron & Wallace, 1984
- Montipora undata Bernard, 1897
- Montipora venosa Ehrenberg, 1834
- Montipora verrilli Vaughan, 1907
- Montipora verrucosa Lamarck, 1816
- Montipora verruculosa Veron, 2000
- Montipora vietnamensis Veron, 2000